# Герреро, Альберто
Анто́нио Альбе́рто Гарси́я Герре́ро (исп. Antonio Alberto García Guerrero, 6 февраля 1886, Ла-Серена — 7 ноября 1959, Торонто) — чилийский и канадский пианист, композитор и музыкальный педагог первой половины XX века.

## Биография
В детстве учителями музыки для Альберто Герреро стали его мать и старший брат Даниэль. Уже в начале XX века, когда его семья обосновалась в Сантьяго, Альберто стал известен, как разносторонний композитор и пианист-виртуоз. Вскоре он становится членом кружка музыкальных реформаторов, известного как Los Diez. Между 1908 и 1915 годами в Чили было поставлено не менее четырёх (возможно, пять) оперетт и сарсуэл на его музыку. В эти годы он также пишет статьи и обозрения в газетах и журналах, а в 1915 году выходит его трактат La armonía moderna («Современная гармония»). Герреро был влиятельным музыкальным теоретиком в Чили, и именно он, как вспоминает один из его тогдашних учеников, познакомил своих сограждан с работами Дебюсси, Равеля, Скрябина и Шенберга. По словам того же ученика, именно Альберто и его брат Эдуардо Герреро были основателями Баховского общества в Сантьяго, существующего с 1917 года. Как пианист, он часто принимал участие в камерных концертах с «Трио Пенья», а в октябре 1915 года отправился с виолончелистом Майклом Пенья, участником этого трио, в международное турне по Боливии, Перу, Панаме, Коста-Рике и Кубе, после чего в январе 1916 года они прибыли в Нью-Йорк. В Нью-Йорке Герреро остался до осени 1917 года, давая концерты и аккомпанируя солисту «Метрополитен-опера» Полу Олтхаузу.
Во время пребывания в Нью-Йорке Герреро познакомился с пианистом Марком Гамбургом, который предложил ему стать своим преемником в «Трио Гамбурга» и преподавать в недавно открывшейся Консерватории Гамбурга в Торонто. Герреро согласился на это предложение, но на некоторое время вернулся после этого на родину. По возвращении в Чили Герреро продолжает концертную деятельность, в частности, дав цикл из трёх концертов в городе Пунта-Аренас, а затем в городском театре Сантьяго исполнив Первый концерт Чайковского. Этот концерт в Сантьяго стал для него прощальным перед отъездом в Канаду.
Свой первый концерт в Канаде Герреро даёт в начале декабря 1918 года в торонтском Месси-Холле. В течение нескольких последующих лет он выступает в «Трио Гамбурга» и преподаёт в консерватории. Среди его учеников тех лет были будущий дирижёр Реджинальд Стюарт и пианист Джеральд Мур. Его расширяющийся репертуар включает произведения разных веков, от Перселла до французской «Шестёрки».
В 1923 году Герреро переходит из Консерватории Гамбурга в Торонтскую консерваторию. В ней он преподавал затем до конца жизни, в конце 1940-х годов заняв также место преподавателя факультета музыки Торонтского университета. Самым известным среди его учеников был Гленн Гульд; вторая жена Герреро, Миртл-Роз, тоже была одной из его учениц. За время своей преподавательской работы Герреро подготовил несколько поколений канадских музыкантов. Один из его учеников, Уильям Эйд, называет его «невоспетым праотцом музыкальной культуры нашего народа». Другой ученик Герреро, Джон Беквит, издал в 2004 году биографию своего учителя «В поисках Альберто Герреро». В 1990 году симпозиум в Торонто, посвящённый памяти Герреро, собрал свыше ста его учеников.
Преподавательская деятельность не мешает Герреро продолжать выступления, сначала в составе трио со скрипачом Марком Блачфордом и виолончелистом Лео Смитом, а позже с Гарольдом Самбергом и Корнелиусом Исселстином. С 1932 по 1937 год он каждый сезон даёт четыре-пять сольных концертов по подписке. Он также выступает в составе фортепианного квинтета, с Торонтским симфоническим оркестром и на радио. Его последний радиоконцерт на CBC состоялся в 1952 году.
Альберто Герреро скончался в Торонто в 1959 году, в возрасте 73 лет.

## Творчество
Ни от одного из ранних драматических произведений Герреро, созданных в первые десятилетия века в Чили, ноты не сохранились. Не сохранился и его музыковедческий трактат, но с того времени до наших дней дошли несколько произведений малых жанров для камерного оркестра и фортепиано.
В Канаде Герреро писал немного. Сохранились несколько фортепианных пьес, изданных в 1937 году, и опубликованный в соавторстве с Миртл-Роз Герреро двухтомный учебник The New Approach to the Piano («Новый подход к фортепиано»).